# Manfred Schnelldorfer
Manfred Schnelldorfer (Monaco di Baviera, 2 maggio 1943) è un ex pattinatore artistico su ghiaccio tedesco.

## Palmarès
| Internazionali                                                                          | Internazionali | Internazionali | Internazionali | Internazionali | Internazionali | Internazionali | Internazionali | Internazionali | Internazionali | Internazionali | Internazionali |
| Evento                                                                                  | 1954           | 1955           | 1956           | 1957           | 1958           | 1959           | 1960           | 1961           | 1962           | 1963           | 1964           |
| --------------------------------------------------------------------------------------- | -------------- | -------------- | -------------- | -------------- | -------------- | -------------- | -------------- | -------------- | -------------- | -------------- | -------------- |
| Giochi olimpici invernali                                                               |                |                |                |                |                |                | 8°             |                |                |                | 1°             |
| Campionati mondiali                                                                     |                |                | R              | 11°            | 15°            |                | 7°             | *              | 5°             | 3°             | 1°             |
| Campionati europei                                                                      |                | 10°            | 10°            | 7°             | 7°             | 5°             | 3°             | 3°             | 3°             | 2°             | 2°             |
| Nazionali                                                                               |                |                |                |                |                |                |                |                |                |                |                |
| Campionati tedeschi                                                                     | 1° J           | 2°             | 1°             | 1°             | 1°             | 1°             | 1°             | 1°             |                | 1°             | 1°             |
| J: Junior; R: Ritirato * Edizione annullata a causa dell'incidente del Volo Sabena 548. |                |                |                |                |                |                |                |                |                |                |                |